# Schloss Sonnenstein
Das Schloss Sonnenstein, früher auch Burg Sonnenstein, ist eine teilweise erhaltene Burg-Festung im Pirnaer Stadtteil Sonnenstein mit umfangreich angelegten Außenanlagen. Erstmals 1269 genannt, sicherte die oberhalb der Altstadt gelegene Festung die Wege von Stolpen nach Prag und vom Königstein nach Meißen. Die Gedenkstätte Pirna-Sonnenstein mahnt an die Funktion der ehemaligen Heilanstalt bei den über dreizehntausend NS-Krankenmorden zwischen 1940 und 1941. Seit Dezember 2011 ist es Verwaltungssitz des Landkreises Sächsische Schweiz-Osterzgebirge.

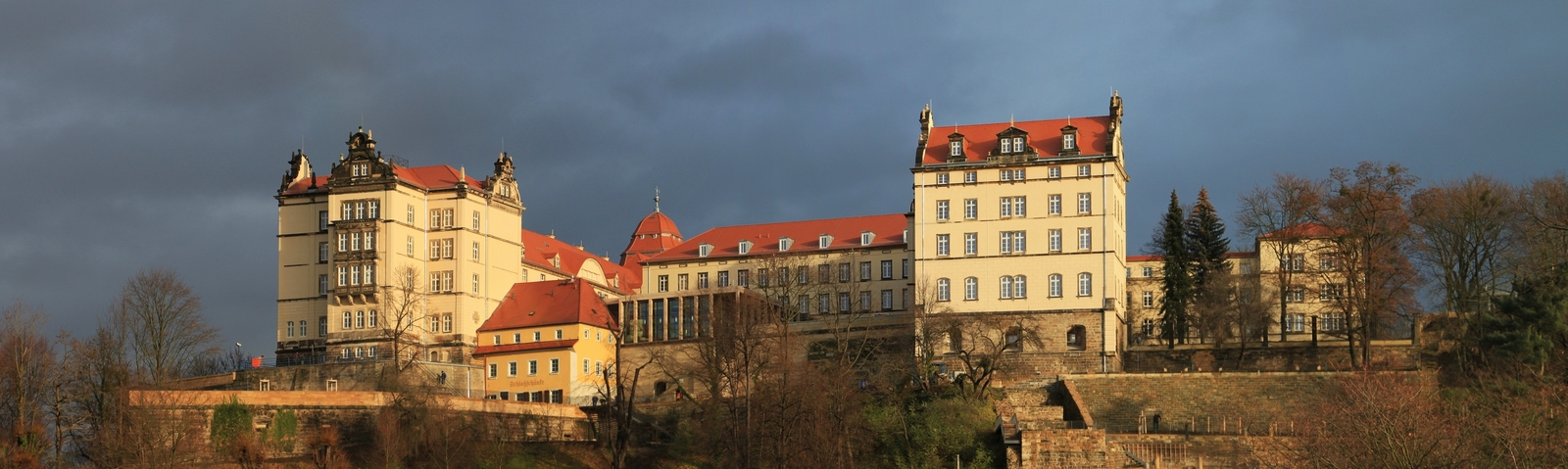
Schloss Sonnenstein nach der Sanierung (2011)

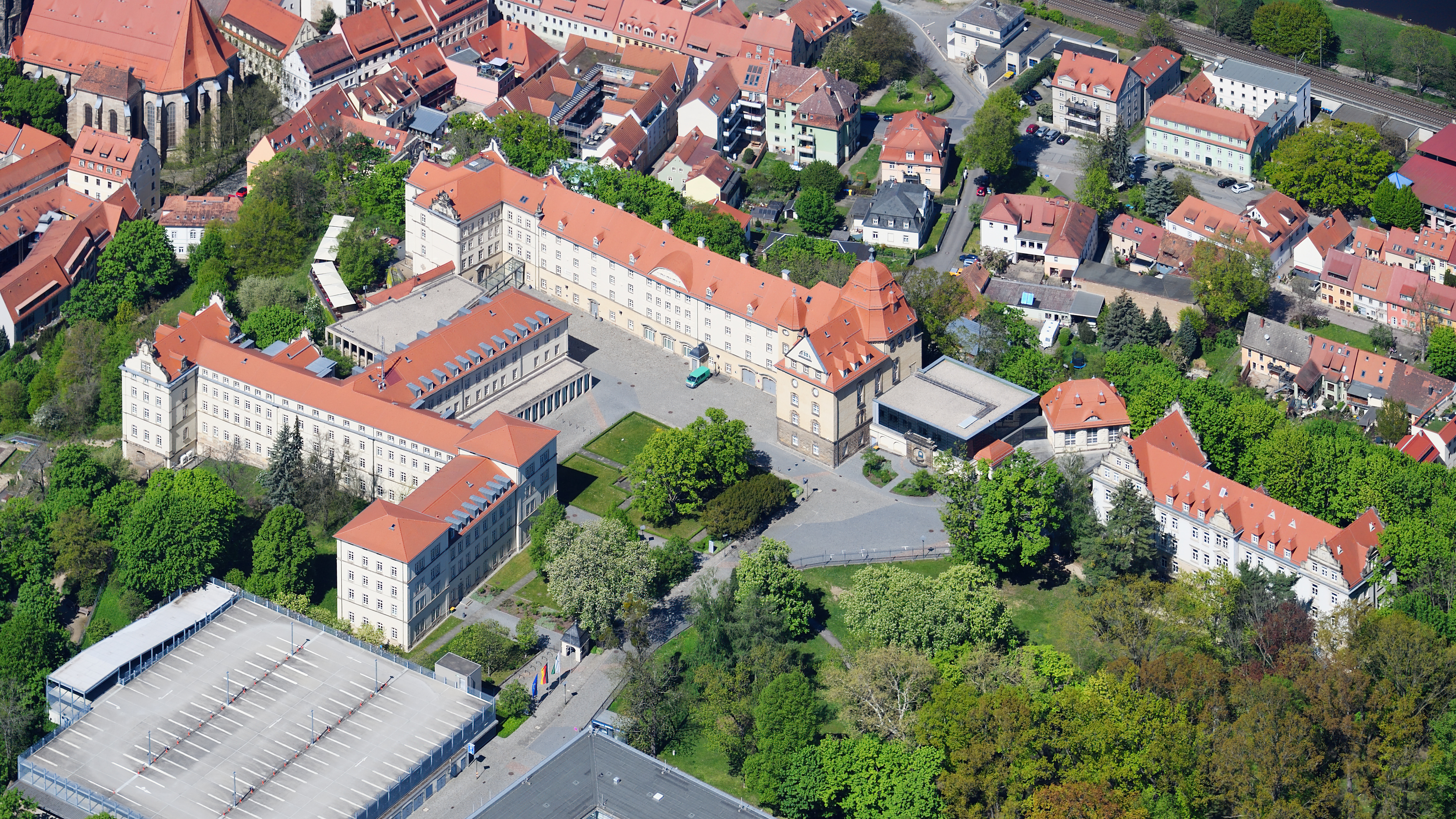
Luftbild der Anlage (2025)

## Burg, Festung und früher Verwaltungssitz
Das auf einem Felsplateau etwa 70 Meter über der Elbe gelegene Schloss Sonnenstein geht auf eine slawische Ansiedlung und Befestigung zurück, die in der zweiten Hälfte des 10. Jahrhunderts angelegt wurde. Im Zuge des durch die Meißner Markgrafen betriebenen Landesausbaus entstand um 1200 eine Burg, die die Elbfurt zu ihren Füßen beherrschte. Im Schutz dieser wichtigen Grenzburg zwischen der Mark Meißen und dem Königreich Böhmen entstand um 1200 der Handelsplatz Pirna.
Die erste urkundliche Erwähnung des Castrum Pirne erfolgte am 5. Dezember 1269 in einer Urkunde des Markgrafen Heinrich des Erlauchten. Seit 1293 unterstand die Burg der böhmischen Krone, die sie jedoch mehrfach verpfändete.
Am 15. November 1372 unterzeichnete hier Kaiser Karl IV. mit den Markgrafen Friedrich III., Balthasar und Wilhelm I. den Pirnaer Vertrag zur Grenzregelung zwischen dem Königreich Böhmen und der Mark Meißen. Der Pirnaer Vertrag war ein wichtiger Vorläufer der mit dem Vertrag von Eger (1459) geschaffenen umfassenden Grenzregelung zwischen Sachsen und Böhmen.

1405 gelangte die Burg mitsamt dem dazugehörigen umliegenden Verwaltungsgebiet (Pflege) in den Besitz der Meißner Markgrafen.
Mitte des 15. Jahrhunderts begann die Zusammenfassung der Pflege Pirna mit anderen benachbarten Verwaltungseinheiten (u. a. Dohna, Königstein, Rathen) zum Amt Pirna. Die Burg Sonnenstein wurde zum Verwaltungssitz des Amtes. Der hier residierende Amtshauptmann übte die richterliche und militärische Kontrolle aus, die wirtschaftliche Verwaltung oblag dem Schösser.
Die frühe Burganlage verfügte über einen Bergfried, ein steinernes Wohngebäude und mehrere aus Holz und Lehm errichtete Nebengebäude. Umbaumaßnahmen ließen in den 1470er Jahren zwei Burgtürme und ein herrschaftliches Kemenatengebäude entstehen. Durch Brand (1486) und Unwetter (1489) wurde diese Anlage zerstört. Herzog Albrecht der Beherzte veranlasste ab 1491 den Wiederaufbau. Unter Kurfürst Moritz wurde zwischen 1545 und 1548 ein Schloss errichtet. Damit erfolgte eine bauliche Trennung zwischen den Anlagen zur Verteidigung (Burg) und zum Wohnen (Schloss). Kurfürst August forcierte den Ausbau der Verteidigungsanlagen zur sächsischen Landesfestung. Zwischen 1570 und 1573 entstand unter der Leitung des Festungsbaumeisters Rochus zu Lynar und des Landbaumeisters Hans Irmisch eine Festungsanlage mit drei Türmen und mehreren Bastionen.
Im Dreißigjährigen Krieg stand die Festung seit 1638 unter dem Kommando von Johann Siegmund von Liebenau. Ihm gelang 1639 die erfolgreiche Verteidigung des Sonnensteins gegen die Schweden unter Johan Banér. Während der mehrmonatigen Belagerung wurden die Gebäude der Festung durch Artilleriebeschuss teils schwer beschädigt. Nach dem Abzug der Schweden begann die Burgbesatzung mit der Wiederherrichtung der Wohnhäuser am Schlosshof, der Außenwerke und Brücken. Brunnen und Brauhaus entstanden neu. Von Liebenau erwirkte zudem die Trennung der militärischen Funktion der Festung von der Verwaltungsfunktion als Amtssitz. Auf sein Bestreben hin wurde die Amtsverwaltung 1674 in ein Gebäude am Markt von Pirna verlegt.
Ab 1688 war der Barockbaumeister Wolf Caspar von Klengel Festungskommandant. Unter Klengel erfolgte eine wesentliche Umgestaltung der Festungsanlagen, die u. a. den Bau des Kommandantenhauses beinhaltete. Weitere Um- und Neubauten erfolgten durch den Architekten Jean de Bodt, der zwischen 1735 und 1737 den bis heute erhaltenen Elbflügel der Festung sowie die Neue Kaserne errichten ließ. In der ersten Hälfte des 18. Jahrhunderts diente der Sonnenstein auch als Staatsgefängnis. Zu den prominenten Gefangenen zählte u. a. Johann Reinhold von Patkul.
Im Siebenjährigen Krieg kapitulierte die Festungsbesatzung erst, nachdem auch das Gros der Sächsischen Armee durch die Belagerung bei Pirna am 14. Oktober 1756 vor den preußischen Truppen die Waffen gestreckt hatte. Anschließend wurde die Festung mit preußischen Soldaten besetzt. 1758 wurde die Festung von der Reichsarmee unter Friedrich Michael von Zweibrücken belagert, am 5. September 1758 kapitulierte der Oberst Johann Heinrich von Grape. Danach wurde die Festung geschleift. Am 14. April 1764 verlor die Festung Sonnenstein mit der Streichung aus der Liste der Landesfestungen offiziell ihren militärischen Status.

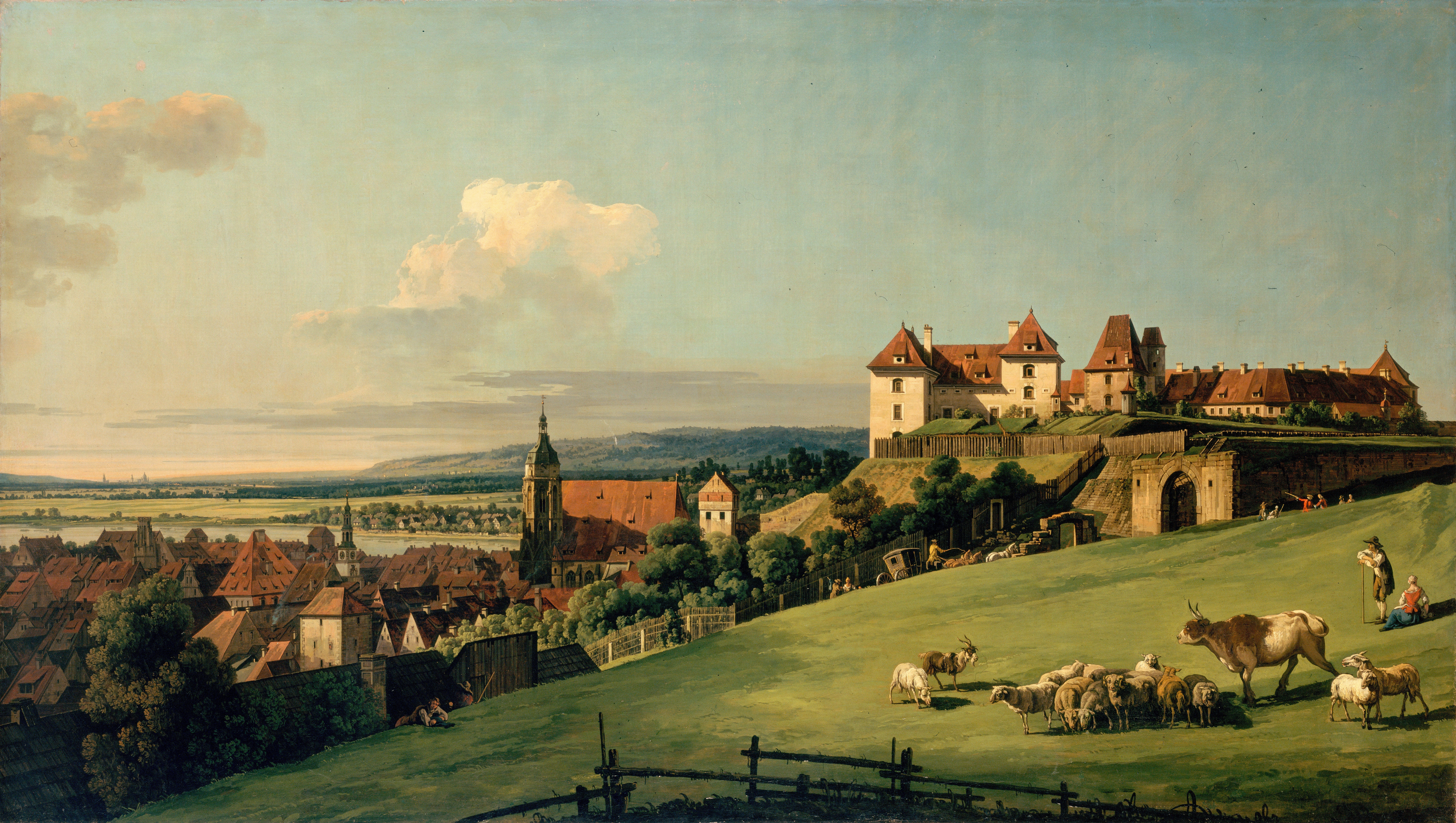
Blick auf Schloss Sonnenstein und Pirna (um 1750 von Canaletto)
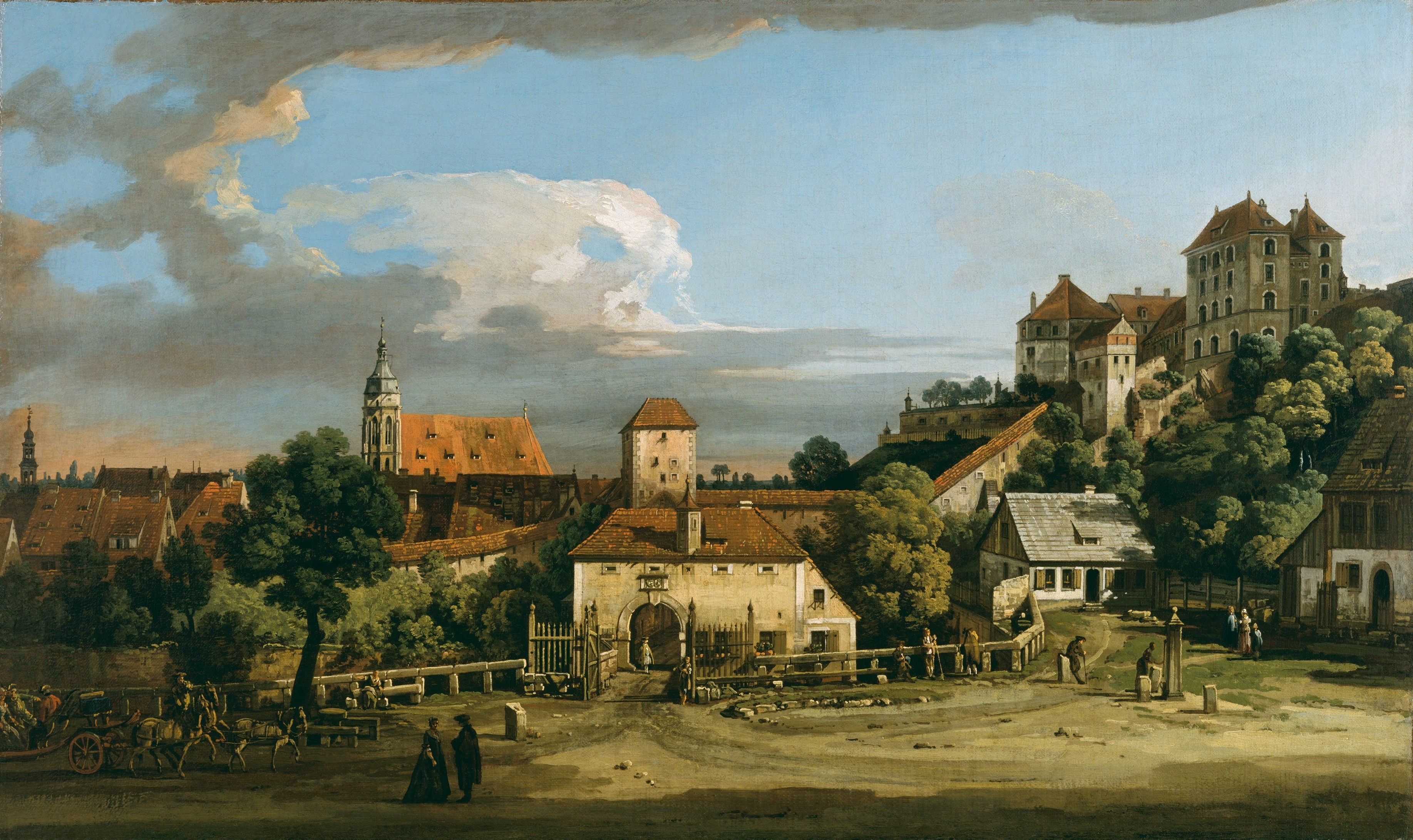
Blick von Süden auf Pirna. Im Bild das Obertor, Schloss Sonnenstein und im Hintergrund die Marienkirche (um 1760 von Canaletto)
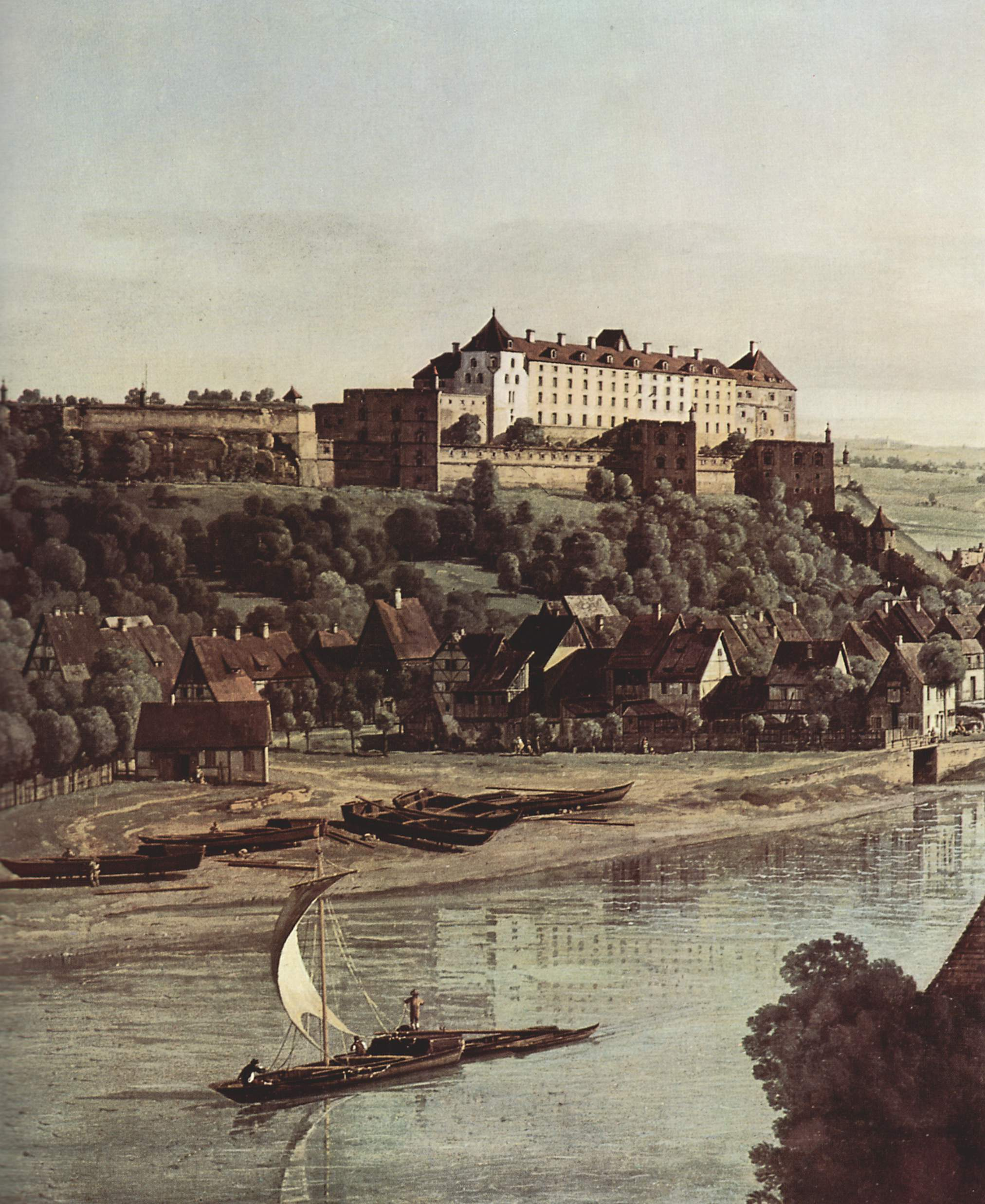
Ansicht von Pirna mit Festung Sonnenstein (um 1757 von Canaletto)
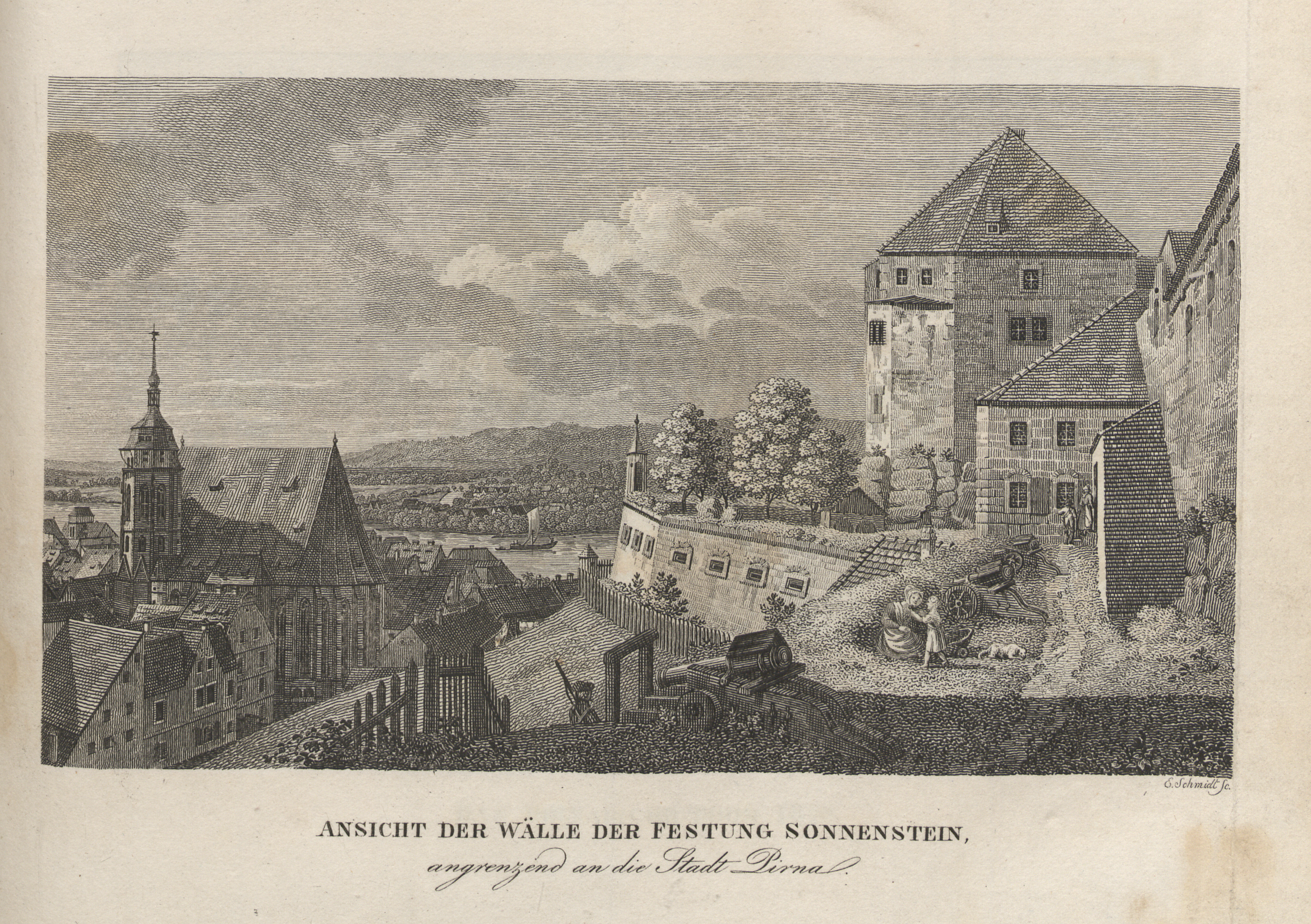
Ansicht der Wälle der Festung Sonnenstein, angrenzend an die Stadt Pirna (vor 1835)

## Heilanstalt
Im Siebenjährigen Krieg teils verfallen und bereits seit 1764 zivil genutzt, diente die Anlage von Schloss Sonnenstein ab 1811 als Anstalt für als heilbar angesehene Geisteskranke. Diese waren bislang in Sachsen zusammen mit Strafgefangenen, Waisenkindern und Bettlern zusammen in Zucht-, Waisen- und Armenhäusern in Torgau und Waldheim untergebracht.
Die Konzeption der Anstalt wurde von Christian August Fürchtegott Hayner im Auftrag des sächsischen Ministers Gottlob Adolf Ernst von Nostitz und Jänkendorf erstellt. Nostitz hatte auch für die Ausbildung des ersten Hausarztes und Direktors der Heilanstalt Ernst Gottlob Pienitz in Paris bei Philippe Pinel gesorgt. Nach einigen Umbauten wurde die Anstalt am 18. Juli 1811 eröffnet.
Doch schon am 14. September 1813 besetzten französische Truppen den Sonnenstein und erzwangen die Evakuierung der 250 Patienten, beschlagnahmten Vorräte. Pienitz organisierte die Unterbringung und Versorgung der Patienten in der Stadt. Die Franzosen betrieben den Rückbau der Gebäude zur Festung. Dabei und beim Beschuss durch österreichische und russische Belagerer wurden große Schäden angerichtet. Bis zur Kapitulation Dresdens am 11. November verteidigten die Franzosen die Festung.
Bereits im Februar 1814 konnte der Betrieb der Heilanstalt wieder notdürftig aufgenommen werden, allerdings für einige Jahre nur mit einer verminderten Kapazität für etwa 135 Patienten. Die Wiederherstellungsarbeiten wurden 1817 mit der Weihe der Anstaltskirche abgeschlossen.
Die Heilanstalt erwarb sich aufgrund ihres reformpsychiatrischen Konzepts in kurzer Zeit einen guten Ruf als Musterinstitut. Aus anderen Anstalten und Ländern weilten wiederholt verschiedene Ärzte zur Weiterbildung bei Ernst Gottlob Pienitz, darunter Peter Willers Jessen (1820), Carl Friedrich Flemming (1823/24), Moritz Martini (1823), Albert Zeller (1825).
Pienitz fungierte bis 1830 allerdings als einziger Psychiater zur Patientenversorgung, erst ab da wurde ein zweiter Hausarzt fest angestellt. Nachdem die Belegungszahl der Anstalt auf über 190 Patienten anwuchs, wurde 1838 ein dritter Arzt fest angestellt. Zu Krankenpflege und Reinigungsdiensten kamen anfangs auch bis zu 50 Sträflinge mit geringen Vergehen zum Einsatz. Aufgrund ungenügender Qualifikationen und weiterer Probleme konnte Pienitz ab 1826 den schrittweisen Ersatz der Sträflinge durch qualifizierte Krankenwärter durchsetzen. Auch genesende Kranke selbst kamen als Pflegekräfte zum Einsatz.
Die Therapiemodelle der Anstalt Sonnenstein zielten auf einen geregelten Tagesablauf, Disziplin, Sport, diätische Maßnahmen, verschiedenste Bäder, die Einnahme von beruhigenden Medikamenten, Unterhaltung und eine ständige moralische Belehrung ab. Auch Frühformen von psychotherapeutischen Maßnahmen (Gespräche, Belehrungen etc.) wurden angewendet. Entsprechend dem Zeitgeist wurde die Betreuung von geisteskranken Menschen mit der Erziehung von Kindern verglichen, die durch eine autoritäre Vorbildwirkung moralisch-erzieherisch beeinflussbar waren. Grundsätzlich ließ sich Pienitz von humanistischen Formen der Krankenbetreuung leiten.

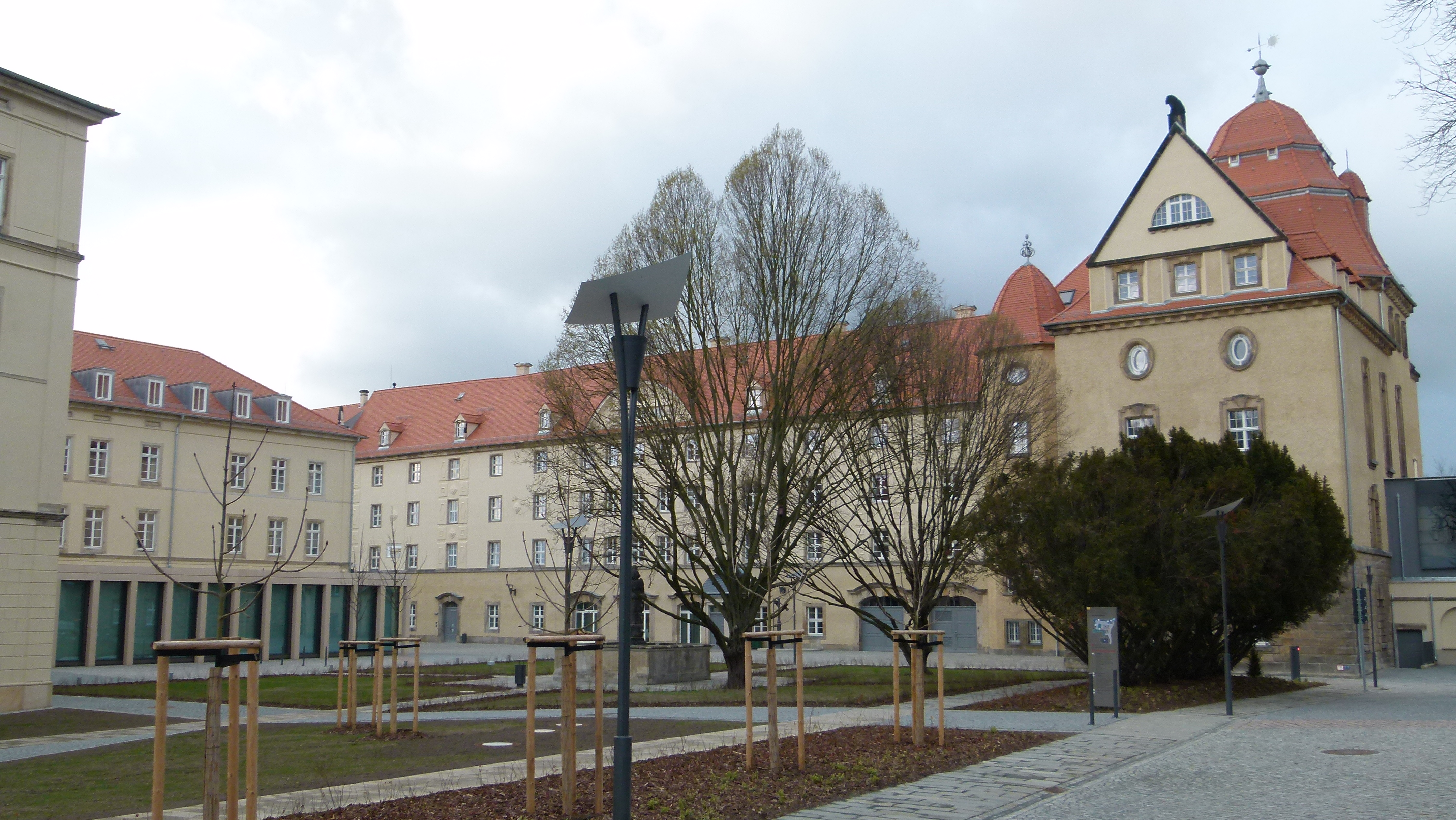
Schlosshof 2–4

Die Heilungserfolge der Anstalt Sonnenstein galten seinerzeit als äußerst bemerkenswert, so dass die Kapazität der Anstalt in den 1840er Jahren bis auf ca. 240 Plätze anstieg. Bereits 1826 wurde am Fuß des Sonnensteins nahe dem früheren Pirnaer Obertor ein Genesungshaus für bis zu 15 zur Entlassung bestimmte Patienten errichtet. Das Haus war die erste ambulante Nachsorgeeinrichtung für psychisch kranke Patienten in Deutschland.
Die wachsende Patientenzahl machte ab 1855 die bauliche Erweiterung der Heilanstalt notwendig. In den folgenden Jahren entstand unter dem Direktor des Geheimen Medizinalrats Friedrich Hermann Lessing (1811–1887), eines Großneffen des Dichters, bis 1875 schrittweise der Neubau des Frauenhauses (bis 1870), des Wirtschaftsflügels, ein Beamtenwohngebäude (1865–1866) und ein Männerkrankengebäude (1871–1875). Weiter steigende Patientenzahlen, damit einhergehend auch ein zunehmender Personalbestand, neue Behandlungsmethoden und die zunehmende Unvereinbarkeit der ursprünglich unter militärischen Gesichtspunkten errichteten Festungsgebäude mit den zeitgenössischen Ansprüchen der Psychiatrie erforderten ab 1890 ein weiteres umfangreiches Neubau- und Modernisierungsprogramm im Areal der Anstalt Sonnenstein. Nach Plänen des renommierten Dresdner Architekturbüros Schilling & Graebner erfolgte bis 1914 die Umgestaltung der Anlage. Dabei wuchs die Anstalt durch den Neubau von 13 verschiedenen Krankengebäuden im Pavillonstil, von Wohngebäuden für Ärzte und Pfleger, von Funktionsgebäuden (u. a. Begräbnishalle, Wäscherei) und einer neuen Anstaltskirche weit in Richtung Osten und Südosten. Es entstand eine weitläufige von Gebäuden durchsetzte Parkanlage, die alte Festung Sonnenstein hatte durch Abbruch von teils noch mittelalterlicher Bausubstanz und Überbauung der Wallanlagen bis 1914 ihren festungsartigen Charakter größtenteils verloren.

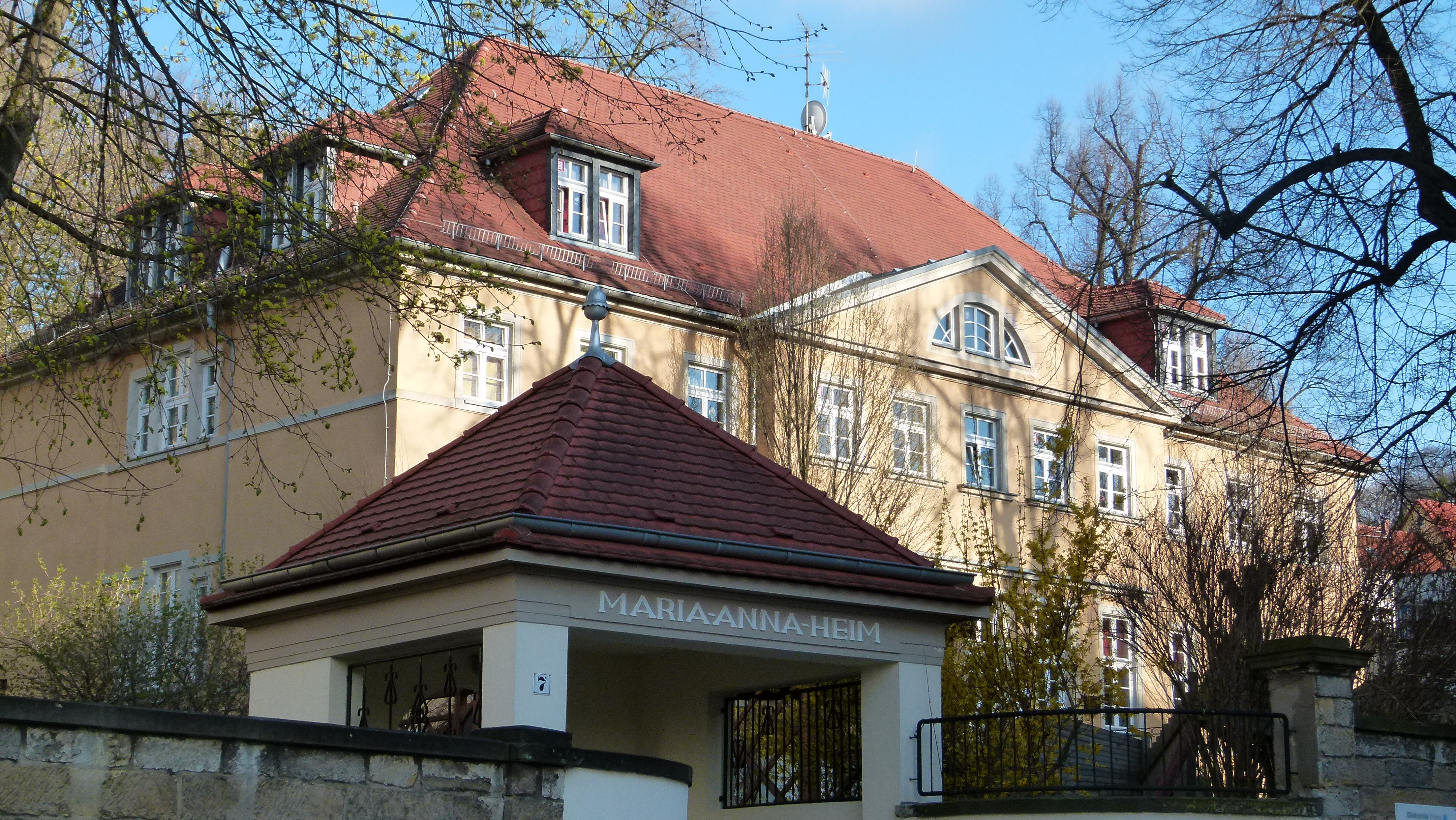
Das 1826 erbaute Genesungsheim am Fuß des Sonnensteins
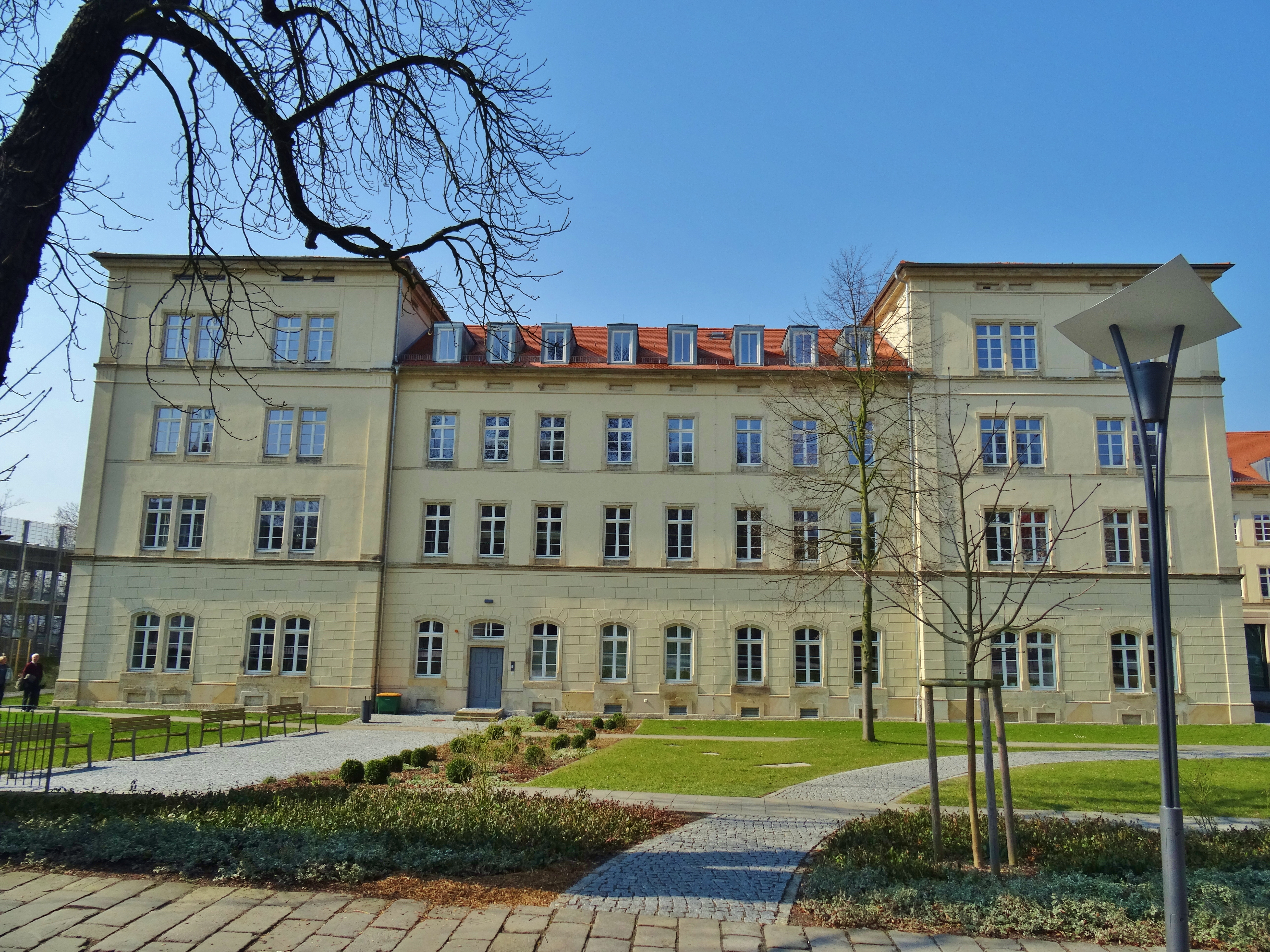
Blick auf das innere Frauenhaus (1858–1870)
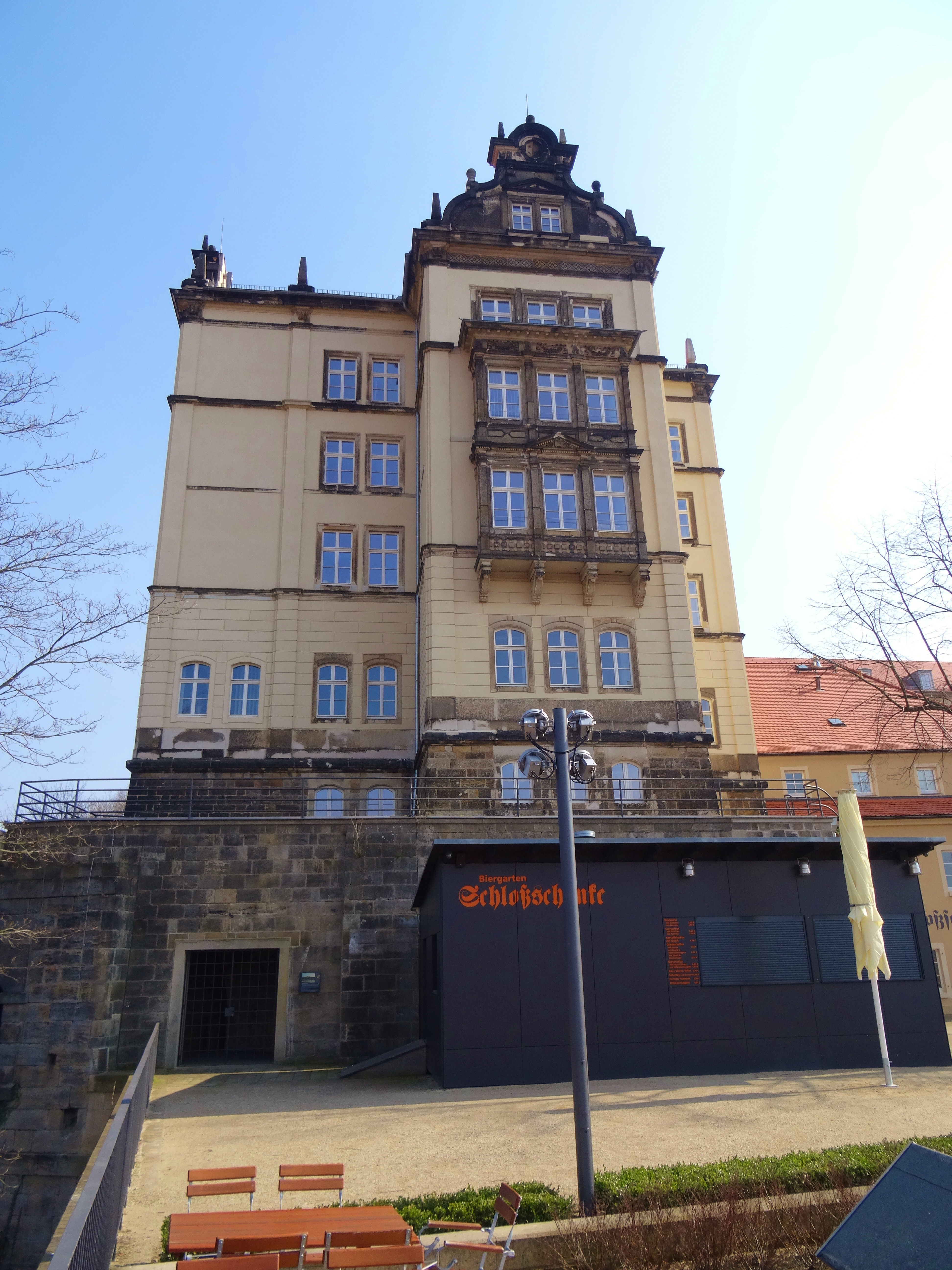
Der als Beamtenwohnhaus neu errichtete stadtseitige Kopfbau des Elbflügels (1865–1866)
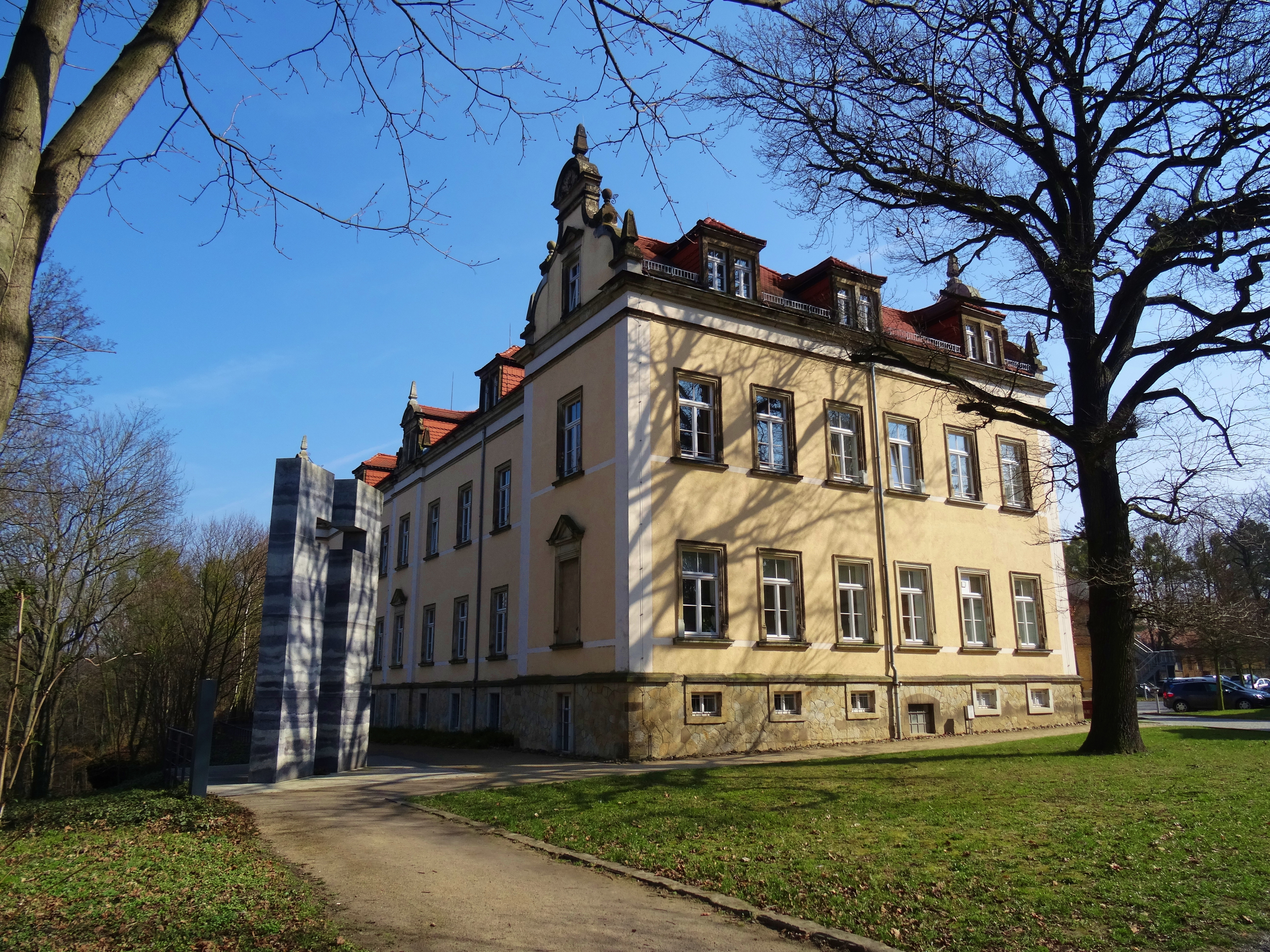
Das Paralytikerhaus-Männerhaus (1900–1901)
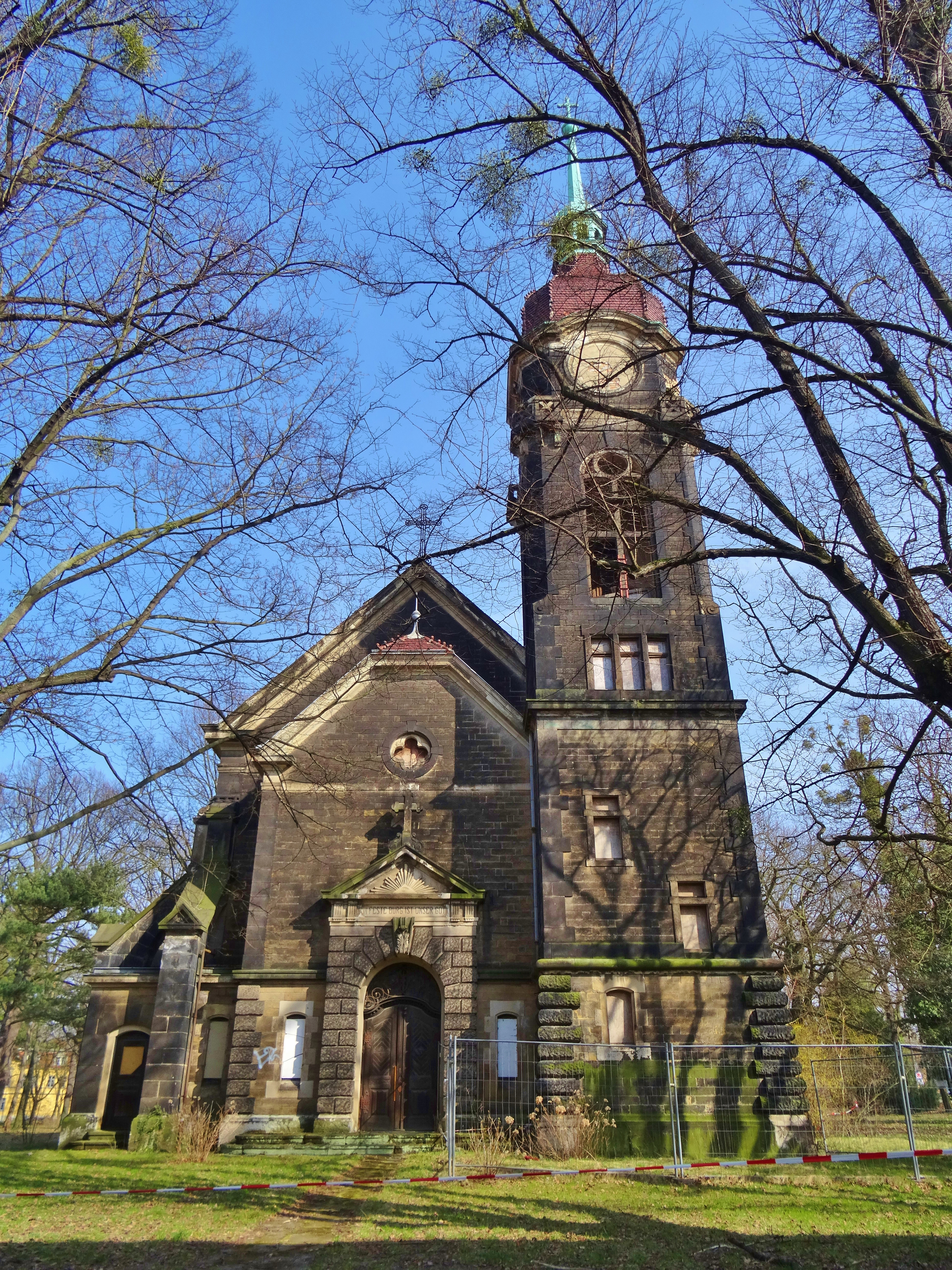
Die neue Anstaltskirche (1900–1902)
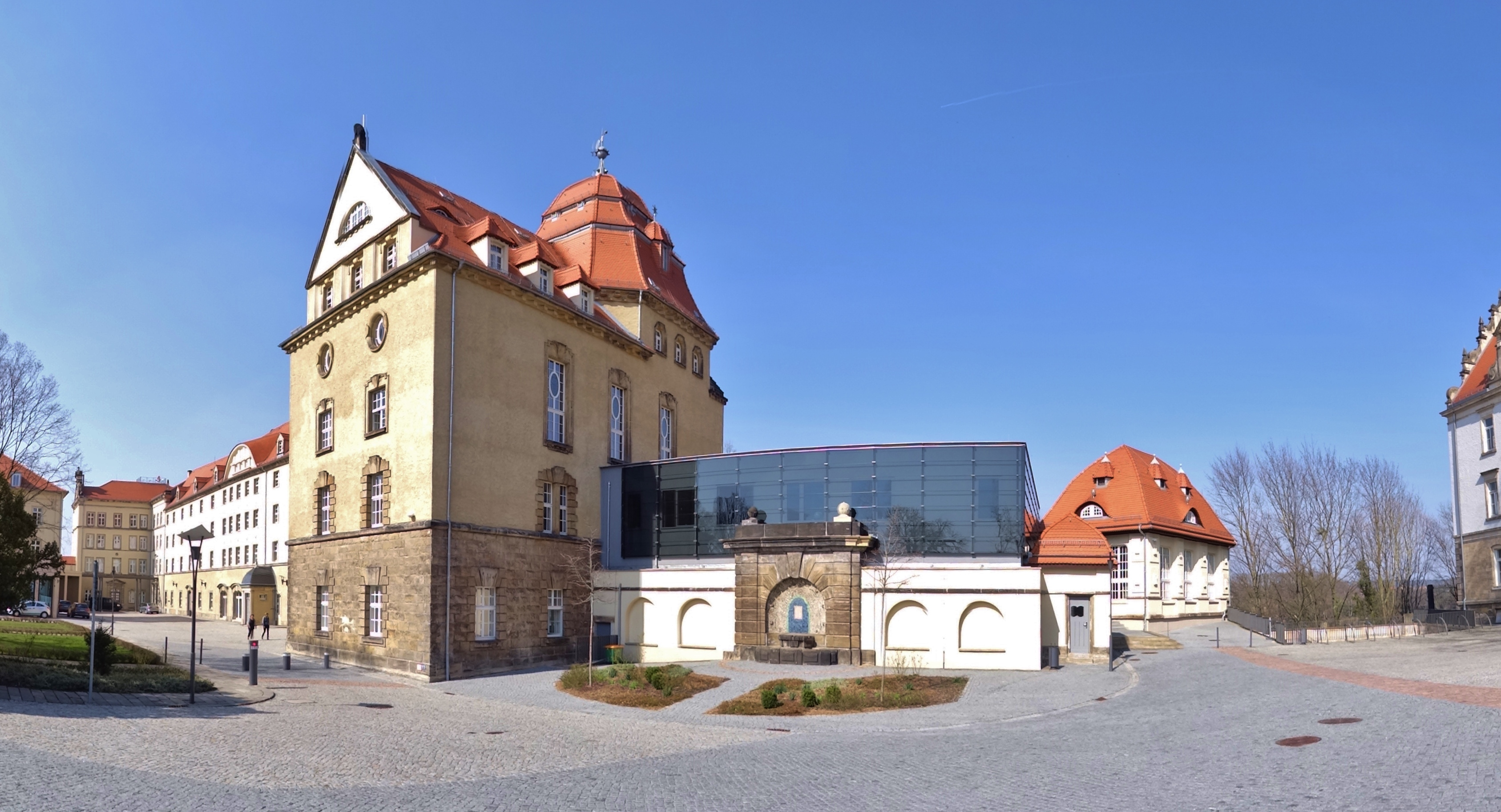
Der umgebaute Elbflügel mit dem neuen Kopfbau (1905–1906), dem neuen Pavillon an Stelle der alten Anstaltskirche (1907) und einem erhaltenen alten Burgtor

Von 1922 bis 1939 wurde die staatliche Pflegerschule auf den Sonnenstein verlegt.
Der vor allem durch Freuds Aufsatz 1910/11 Psychoanalytische Bemerkungen zu einem autobiographisch beschriebenen Fall von Paranoia (Dementia Paranoides) bekannte Gerichtssenatspräsident Daniel Paul Schreber war mehrere Jahre auf Sonnenstein interniert (vom Juni 1894 bis zum Dezember 1902). Der damalige Anstaltsdirektor Guido Weber, der von 1893 bis 1910 Direktor der Anstalt war, hat in dem Entmündigungsprozess mehrere Gutachten über Schreber verfasst.
1928 wurde Hermann Paul Nitsche zum Direktor der auf über 700 Patienten angewachsenen Heilanstalt Sonnenstein berufen. Mit seinem Antritt begann die systematische Ausgrenzung der chronisch psychisch Kranken. Als Befürworter der „Rassenhygiene“ und „Euthanasie“ setzte er Zwangssterilisationen, fragwürdige „Zwangsheilbehandlungen“ und „Verpflegungssparrationierungen“ gegen „erbkranke“ Patienten durch. Im Herbst 1939 wurde die Anstalt durch einen Erlass des sächsischen Innenministers geschlossen und als Reservelazarett und Umsiedlerlager eingerichtet.

## NS-Tötungsanstalt
Zwischen 1940 und 1941 wurde das Schloss im Rahmen der NS-Euthanasie-Aktion T4 genutzt, die Verantwortlichen der dortigen NS-Krankenmorde wurden anschließend in den Jahren 1942 und 1943 in den Vernichtungslagern Belzec, Sobibor und Treblinka eingesetzt. In Sonnenstein wurden 13.720 meist behinderte Menschen getötet.
Heute erinnert die Gedenkstätte Pirna-Sonnenstein daran. Eine historische Dauerausstellung wurde im Jahr 2000 im Dachgeschoss des Hauses C 16 eröffnet. In einem weiteren Gedenkraum im Keller des Hauses, in dem sich die Gaskammer befand, werden stellvertretend Schicksale von 22 der Mordopfer dokumentiert.

## Verschiedene Funktionen zwischen 1941 und 1954
Nach dem Ende der Krankenmorde 1941 wurden auf dem Gelände des Sonnensteins die Adolf-Hitler-Schule für den Gau Sachsen, eine Reichsverwaltungsschule und ein Wehrmachtslazarett eingerichtet, welche bis 1945 Bestand hatten. Nach dem Ende des Zweiten Weltkrieges waren bis 1949 Flüchtlingslager und ein Quarantänelager für entlassene Wehrmachtsangehörige, das Landratsamt und eine Polizeischule (bis 1954) untergebracht.

## Fabrik und seit 1977 Kreisrehabilitationszentrum

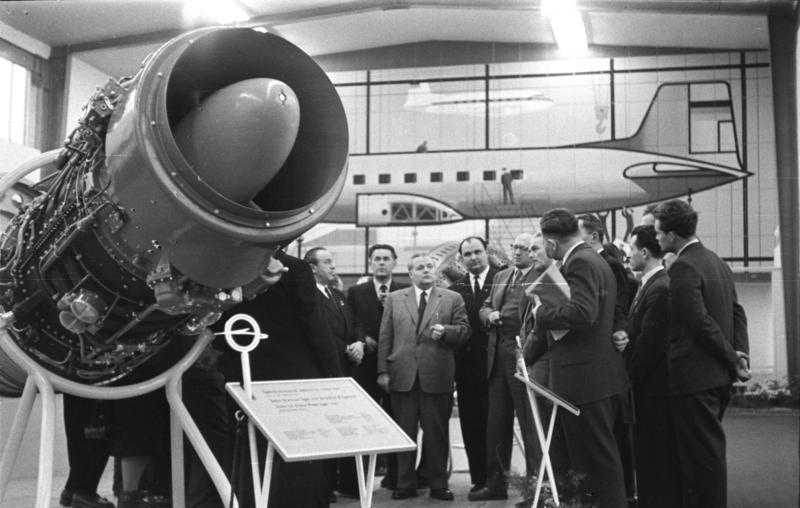
Das auf dem Sonnenstein produzierte Triebwerk „Pirna 014“

Im Zusammenhang mit dem Aufbau einer DDR-eigenen Luftfahrtindustrie unter der Leitung von Brunolf Baade begann 1954 auf dem Sonnenstein der Aufbau des VEB Entwicklungsbau Pirna (Werk 802). Das Werk diente der Entwicklung und Produktion von Propellerturbinenluftstrahltriebwerken und Strahltriebwerken. Dafür wurden die Bauten des Schlosses umgenutzt, in unmittelbarer Nachbarschaft entstanden weitere umfangreiche Neubauten. Bereits 1956 lief das erste für das Verkehrsflugzeug „152“ vorgesehene Strahltriebwerk vom Typ Pirna 014 auf dem Prüfstand. 1961 wurde der Aufbau der DDR-Luftfahrtindustrie abgebrochen, da technische und organisatorische Schwierigkeiten die Serienfertigung der „152“ immer weiter verzögerten und die Sowjetunion bereits 1959 ihr ursprüngliches Kaufinteresse zurücknahm.
Die Produktion des Werkes wurde daraufhin umgestellt. Als VEB Strömungsmaschinenwerk wurden nun u. a. hydrodynamische Kraftübertrager für Lokomotiven, Strömungskupplungen und -wandler für Fördermaschinen, Gasturbinenaggregate und Ölfeuerungsanlagen hergestellt. Mit zeitweise bis zu 2.000 Beschäftigten war das Werk bis 1990 der zweitgrößte Industriebetrieb in Pirna neben dem VEB Kunstseidenwerk „Siegfried Rädel“. Im Zusammenhang mit dem Betrieb des Strömungsmaschinenwerkes entstand ab Ende der 1950er Jahre im Hinterland von Schloss Sonnenstein das Wohngebiet Sonnenstein. Im Zuge der Wende wurde das Werk 1990 privatisiert, musste aber 1994 Insolvenz anmelden. Teile der einst umfangreichen Gebäudesubstanz wurden abgebrochen und u. a. für den Standort des Neubaus des Klinikums Pirna genutzt. Weitere Gebäude wie z. B. das Speisehaus des VEB Entwicklungsbau wurden saniert und vorwiegend zu Wohnzwecken umgenutzt. Einige Gebäude, darunter auch die ehemalige Kirche der Heilanstalt und das Konstruktionsbüro des VEB Entwicklungsbau, stehen jedoch seit Jahren leer und verfallen zusehends.
1977 wurde das Kreisrehabilitationszentrum Pirna im Schlossbereich eingerichtet. 1991 ging daraus die Werkstatt für behinderte Menschen in Trägerschaft der Arbeiterwohlfahrt hervor.

## Nutzung als Landratsamt

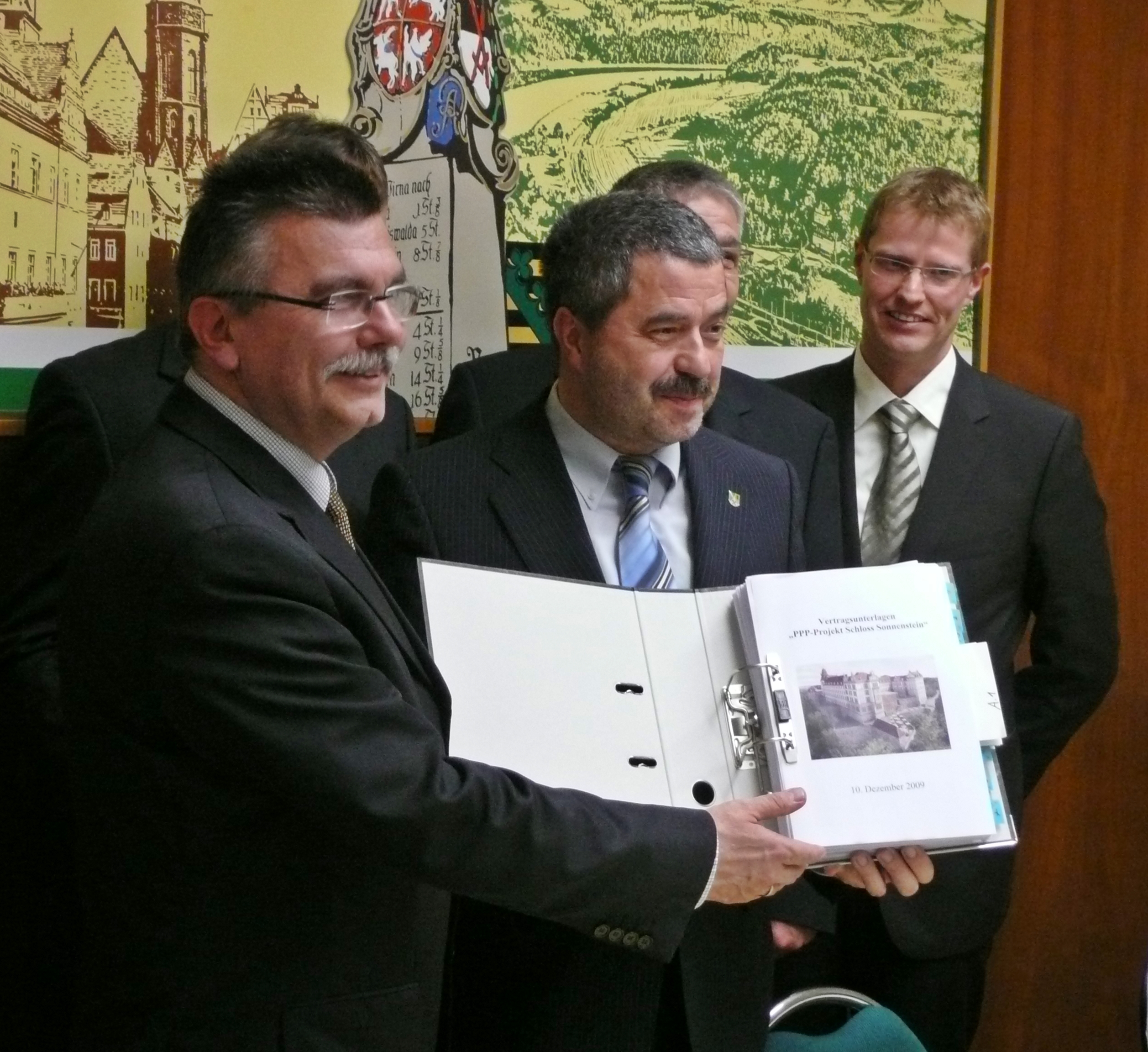
Unterzeichnung des PPP-Vertrages

In den 1990er Jahren scheiterten mehrere Versuche privater Investoren, das Schloss einer neuen Nutzung zuzuführen. Ende 2007 erwarb der Landkreis Sächsische Schweiz-Osterzgebirge Schloss Sonnenstein vom Freistaat Sachsen mit dem Ziel der Sanierung und Umnutzung zum Sitz der Landkreisverwaltung.
Die Baumaßnahmen begannen im Januar 2010 mit Beräumungen und baulichen Sicherungsmaßnahmen. Im Dezember 2011 konnte Schloss Sonnenstein seiner neuen Bestimmung übergeben werden. Die Gesamtbaukosten für das Vorhaben beliefen sich auf knapp 45 Millionen Euro.
Der Umbau wurde als PPP-Vorhaben mit dem Bau- und Dienstleistungskonzern Bilfinger Berger realisiert. Ein entsprechender Vertrag wurde am 10. Dezember 2009 unterschrieben. Am 3. Mai 2011 wurde die Sanierungs- und Umbaumaßnahme Schloss Sonnenstein mit dem „Innovationspreis PPP 2011“ in der Kategorie „Verwaltung/Bau“ ausgezeichnet. In der Begründung wird insbesondere die gelungene Verbindung von Denkmalschutz, Instandsetzung nach fortschreitendem Verfall und die Schaffung eines modernen Verwaltungssitzes hervorgehoben.

## Touristische Nutzung
Die touristische Nutzung konzentriert sich auf den Schlossberghang und die Bastionen der ehemaligen Festung Sonnenstein.
Am westlichen Schlossberghang entstanden nach dem Siebenjährigen Krieg und der Aufhebung des Festungsstatus mehrere Terrassengärten, die später als Erholungsort für die Patienten der Heil- und Pflegeanstalt dienten. In diese Gärten sind Reste der mittelalterlichen Stadtbefestigung integriert. Im Zuge der Sanierung des Schlosses wurden bis 2012 auch die weitgehend verwilderten Terrassengärten wieder saniert und der Öffentlichkeit zugänglich gemacht.
Die Bastionen der ehemaligen Festung Sonnenstein sind seit 2012 ebenfalls im Rahmen touristischer Führungen zugänglich. Seit 2013 findet hier der „Pirnaer Skulpturensommer“ statt. Dabei werden je nach Themenjahr Werke eines Künstlers oder mehrerer Kunstschaffenden ausgestellt. Ausgestellt wurden bisher u. a. Werke von Sabina Grzimek, Thomas Jastram und Hans Scheib.
Im Schloss selbst werden Führungen zur Architektur und Geschichte des Bauensemembles durchgeführt.

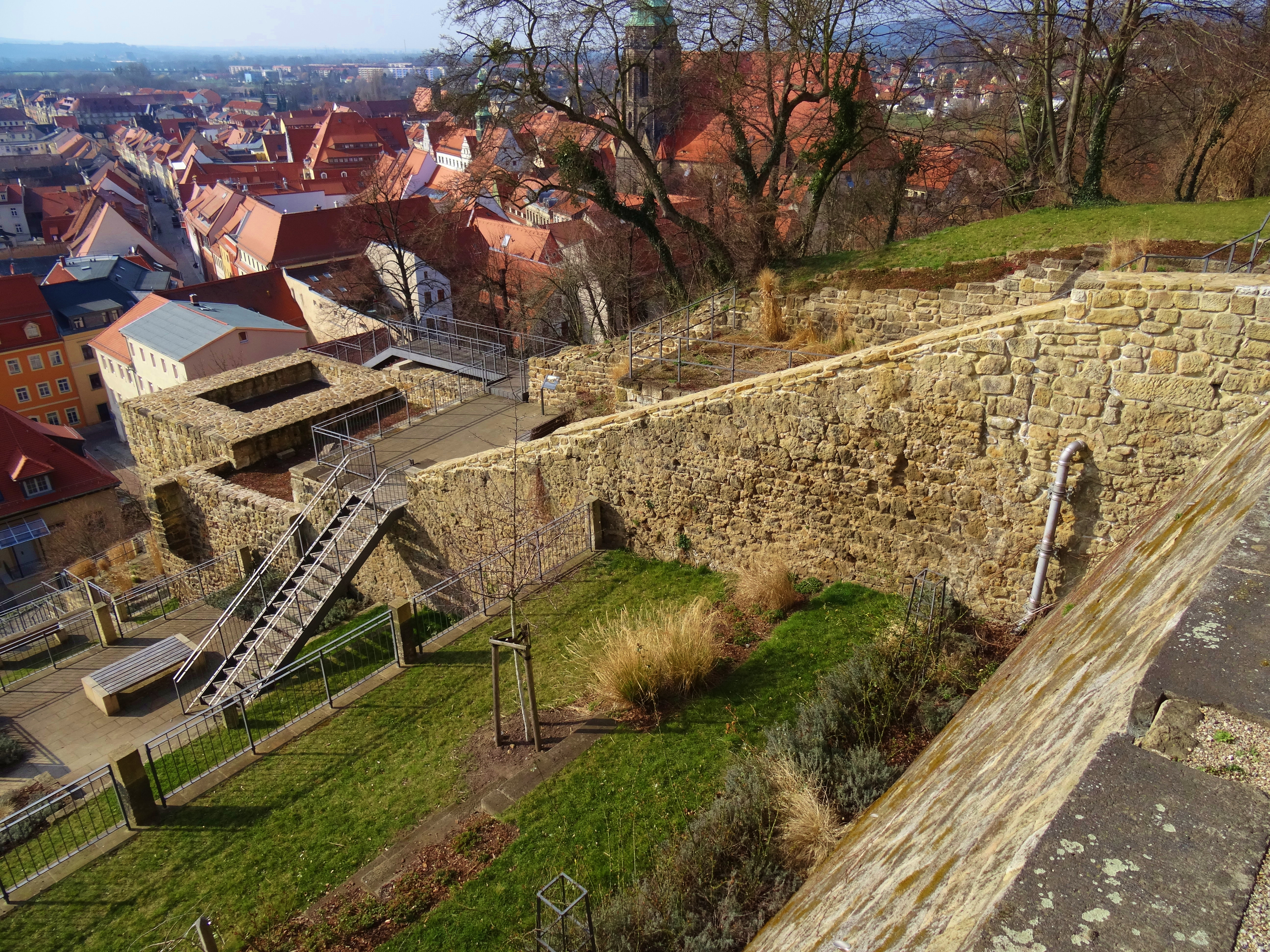
Terrassengärten mit Resten der alten Stadtmauer
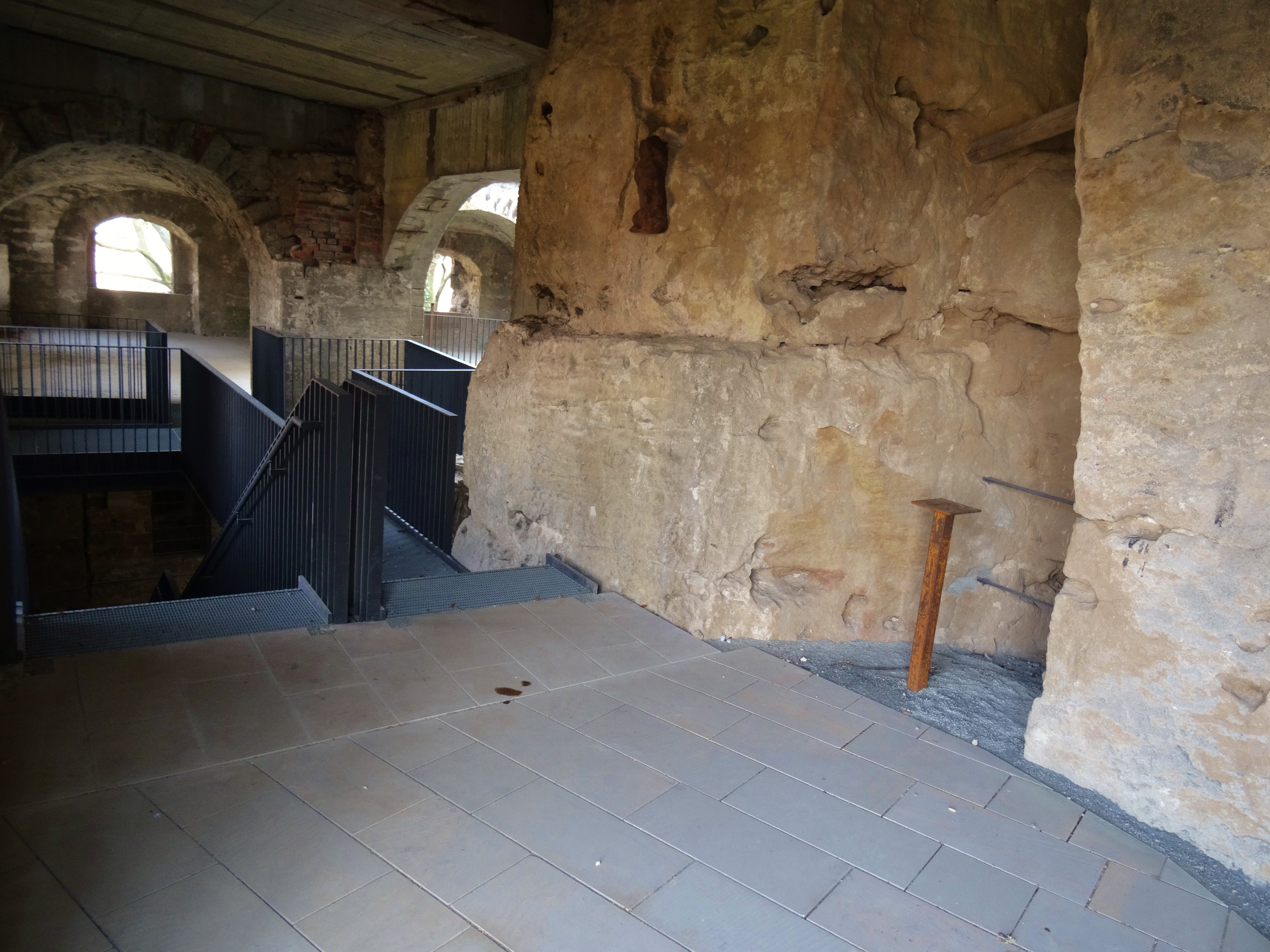
Blick in eine der Bastionen
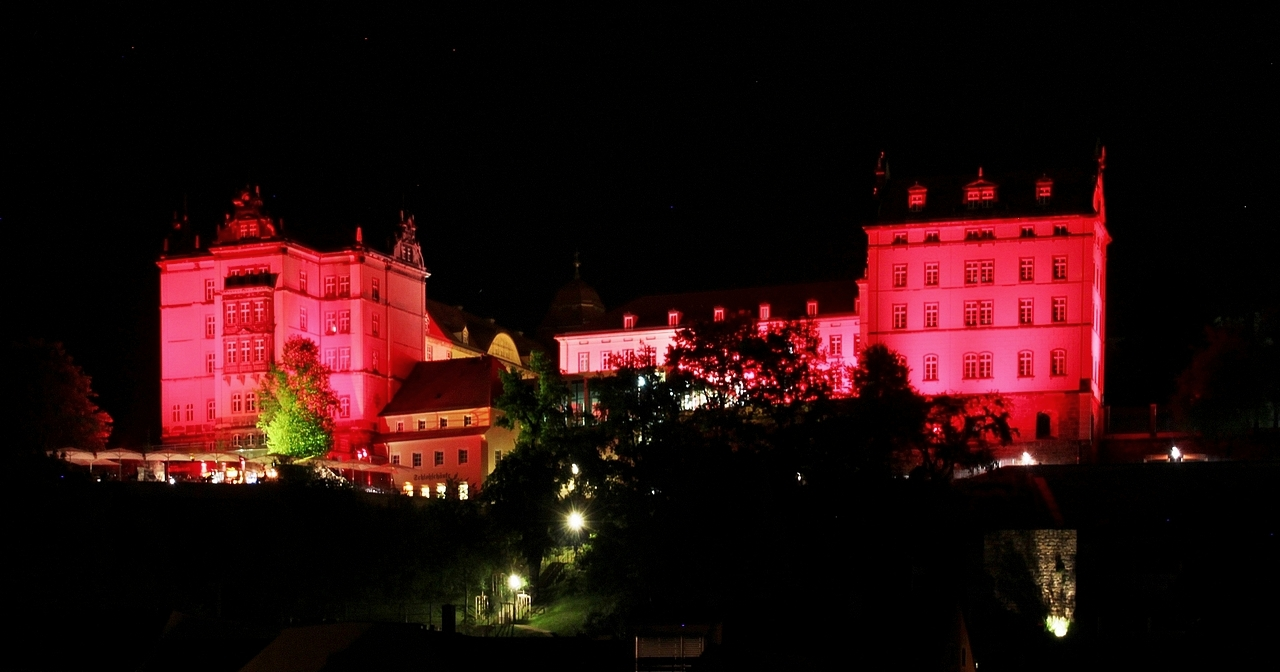
Nächtliche Effektbeleuchtung des Schlosses

## Sonnenstein in der Literatur
Die Einrichtung wird in dem Roman Seit ich zuerst sie sah erwähnt, den der spätere Literaturnobelpreisträger Karl Gjellerup 1889 veröffentlicht hat. Die weibliche Hauptfigur, Minna, sucht die Einrichtung auf, um dort ihre Depression behandeln zu lassen, wird sie aber nicht mehr lebend verlassen, weil sie ihrem Herzleiden erliegt.